# Mönchpfiffel-Nikolausrieth
Mönchpfiffel-Nikolausrieth ist eine Gemeinde an der Helme im thüringischen Kyffhäuserkreis und liegt in der Nähe der Stadt Artern. Die Bildung der Gemeinde erfolgte 1956 aus den Dörfern Mönchpfiffel und Nikolausrieth.

## Geschichte
In einem zwischen 881 und 899 entstandenen Verzeichnis des Zehnten der Abtei Hersfeld (Hersfelder Zehntverzeichnis) wird Mönchpfiffel als zehntpflichtiger Ort Bablide im Friesenfeld erwähnt.
Nikolausrieth im Gebiet der Goldenen Aue wurde erstmals im Jahre 1226 als Novale St. Nicolai in einer Walkenrieder Urkunde genannt. J.M. Schamelius erwähnt in seinem Klosterlexikon von 1733 ein Nonnenkloster als 1236 gegründet und nach Reformation „ruiniert“.
Beide Ortsteile gehörten bis 2008 verschiedenen Kirchenprovinzen an. So war Nikolausrieth Teil der Kirchenprovinz Sachsen, während Mönchpfiffel zur Thüringischen Kirche gehörte. Seit 2009 gehören beide zur neugegründeten Evangelischen Kirche in Mitteldeutschland. Dies resultiert aus dem Umstand, dass die Helme in diesem Gebiet die vormalige Grenze zwischen der Weimarer Exklave Allstedt und der preußischen Provinz Sachsen bildet.
Mönchspfiffel war ein historisches Klostergut als Außenstelle des Klosters Walkenried. 1920 bis 1945 war es ein Thüringisches Staatsgut. Bis 1991 gehörte es zu den VEG und auch zur LPG mit Tier- und Pflanzenproduktion. 1995 erfolgte der Verkauf an die Raiffeisen-Agil Warengenossenschaft.
Mit Wirkung vom 1. Oktober 1945 wurde das bis dahin in Thüringen liegende Mönchpfiffel dem Kreis Sangerhausen der Provinz Sachsen zugeordnet.
Die Gemeinde gehörte bis zu ihrer Auflösung zum 1. Januar 2019 zur Verwaltungsgemeinschaft Mittelzentrum Artern; seither ist die Stadt Artern erfüllende Gemeinde für Mönchpfiffel-Nikolausrieth.

### Einwohnerentwicklung
Entwicklung der Einwohnerzahl (31. Dezember):
| - 1994: 413 - 1995: 410 - 1996: 425 - 1997: 425 - 1998: 418 - 1999: 424 - 2000: 421 | - 2001: 412 - 2002: 419 - 2003: 415 - 2004: 411 - 2005: 417 - 2006: 403 - 2007: 400 | - 2008: 398 - 2009: 390 - 2010: 386 - 2011: 347 - 2012: 345 - 2013: 342 - 2014: 329 | - 2015: 319 - 2016: 316 - 2017: 310 - 2018: 304 - 2019: 302 - 2020: 302 - 2021: 291 |

Datenquelle: Thüringer Landesamt für Statistik

## Verkehr
Der nächstgelegene Bahnhof ist Artern an der Bahnstrecke Sangerhausen–Erfurt. Eine Busverbindung dorthin sowie nach Allstedt und Sangerhausen besteht mit der Buslinie 515 der Verkehrsgesellschaft Südharz.

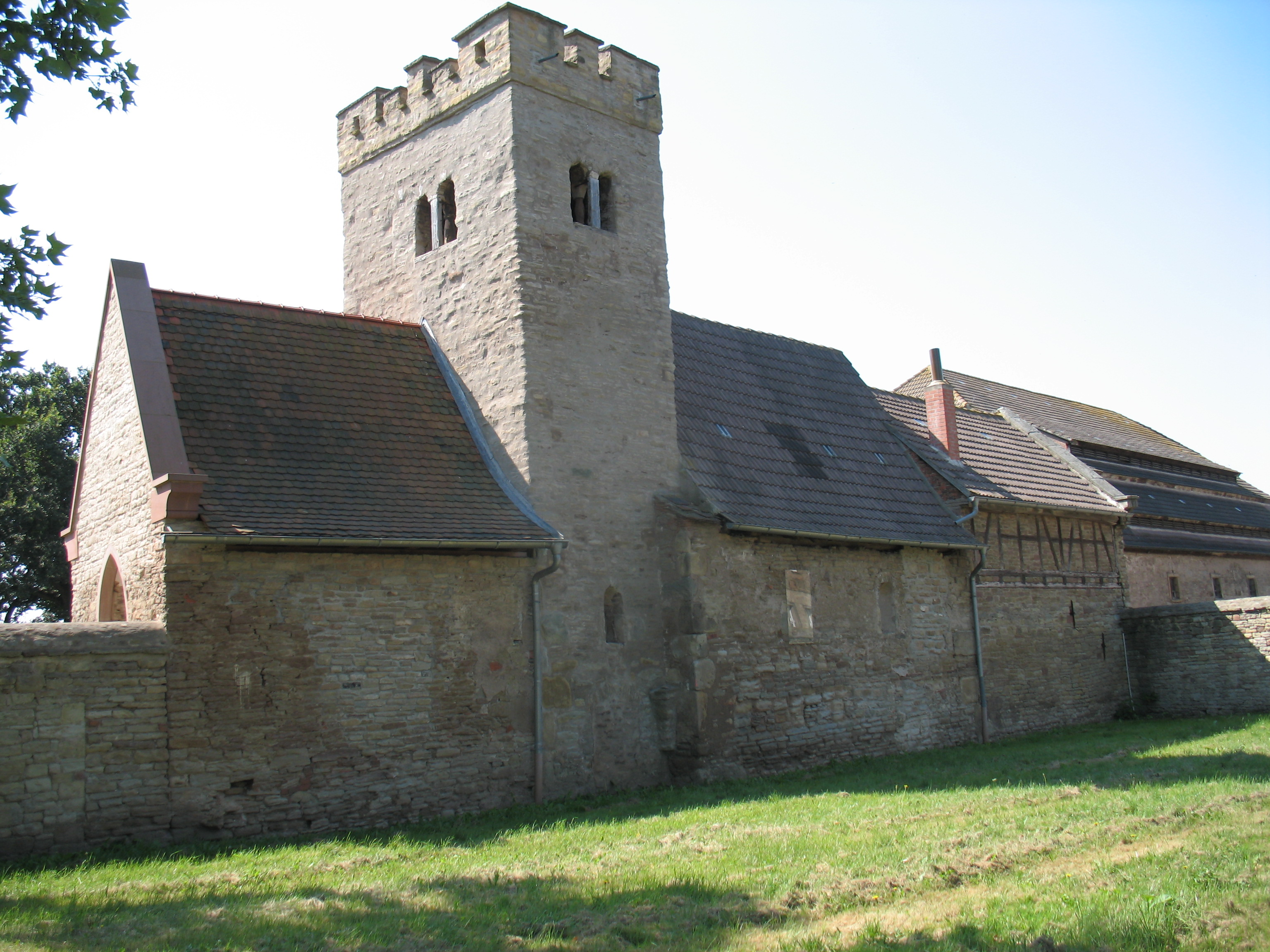
Zisterzienser-Klosterkapelle in Mönchpfiffel
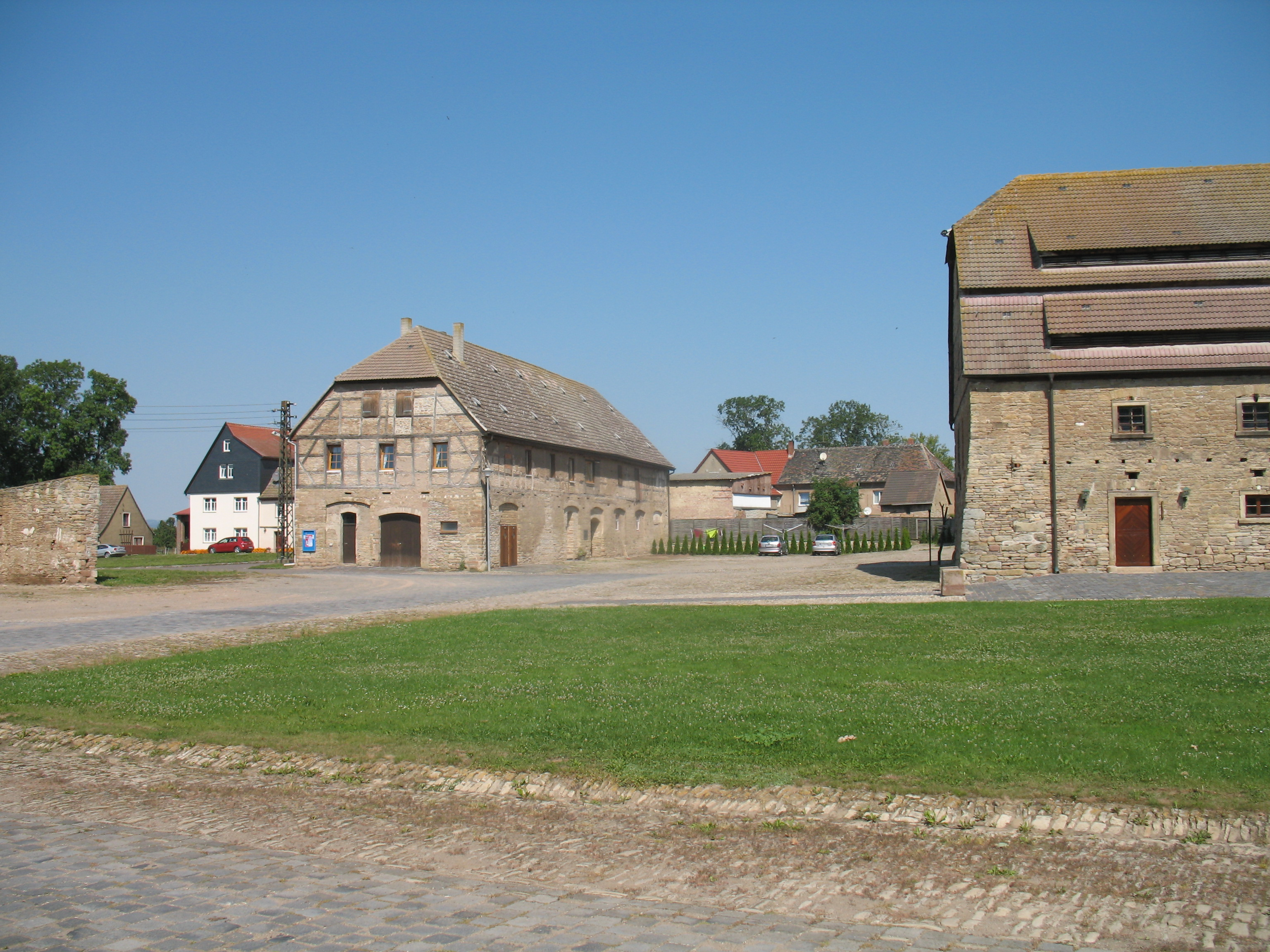
Wirtschaftsgebäude des Klostergutes in Mönchpfiffel
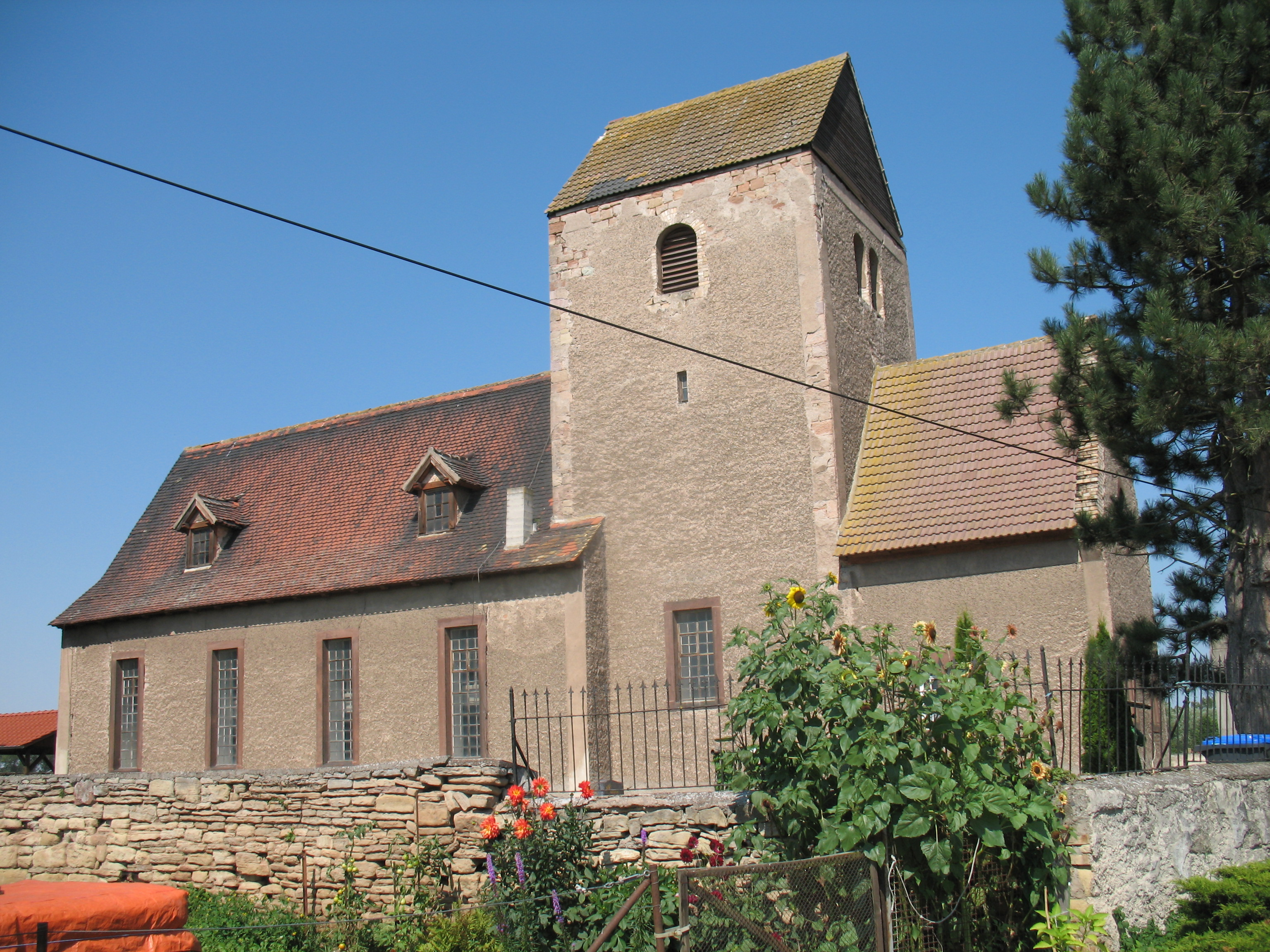
Dorfkirche in Nikolausrieth